# بنی شکدال
بنی شکدال (به فرانسوی: Bni Chegdale) یک شهرک در مراکش است که در استان فقیه بن صالح واقع شده‌است. بنی شکدال ۱۱٬۵۸۲ نفر جمعیت دارد.